# Бабберіх
Бабберіх (нід. Babberich) — село в нідерландській провінції Гелдерланд, на кордоні з Німеччиною. Входить до муніципалітету Зевенар.
Перша згадка про населений пункт датується 1357—1358 роками.

## Галерея

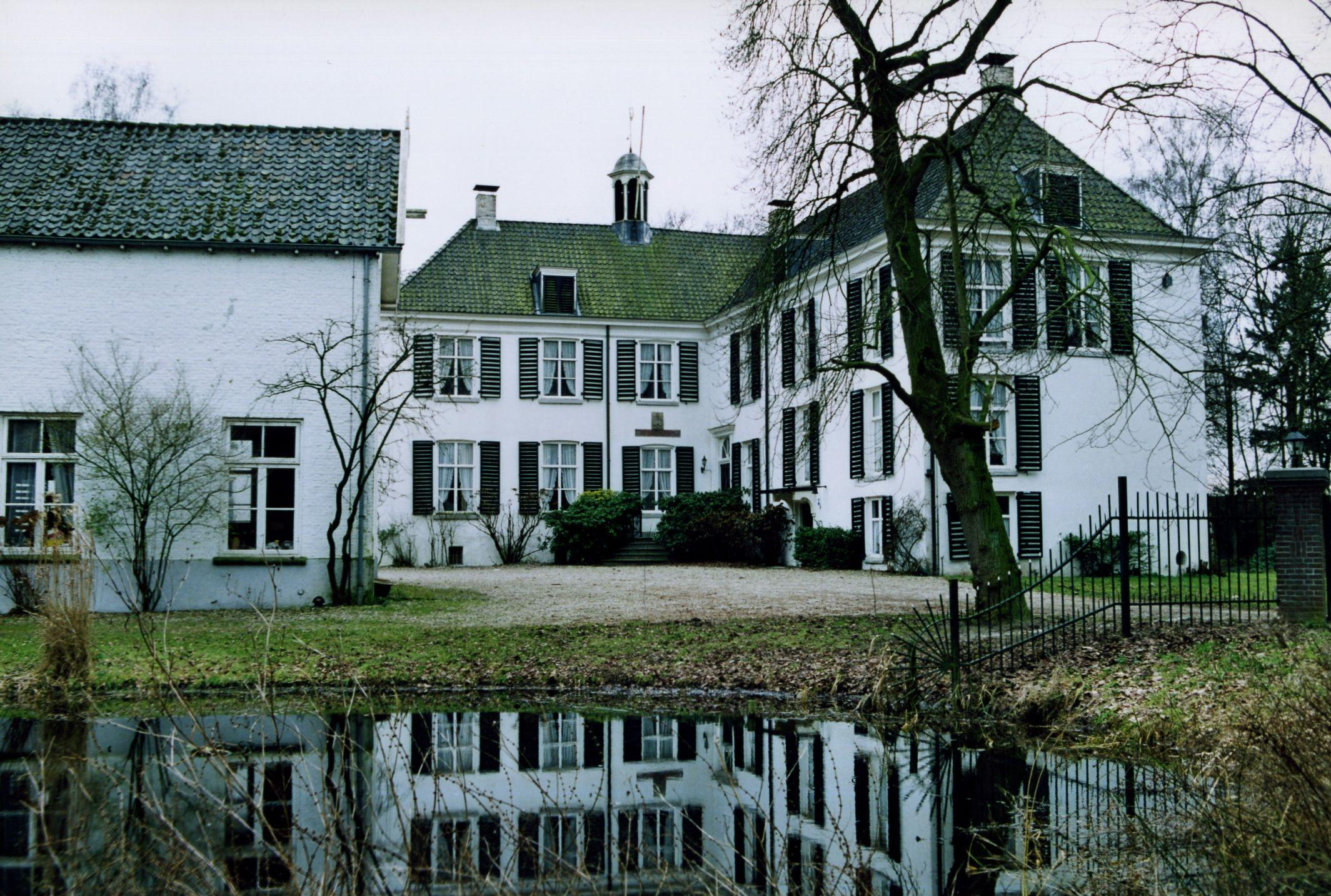
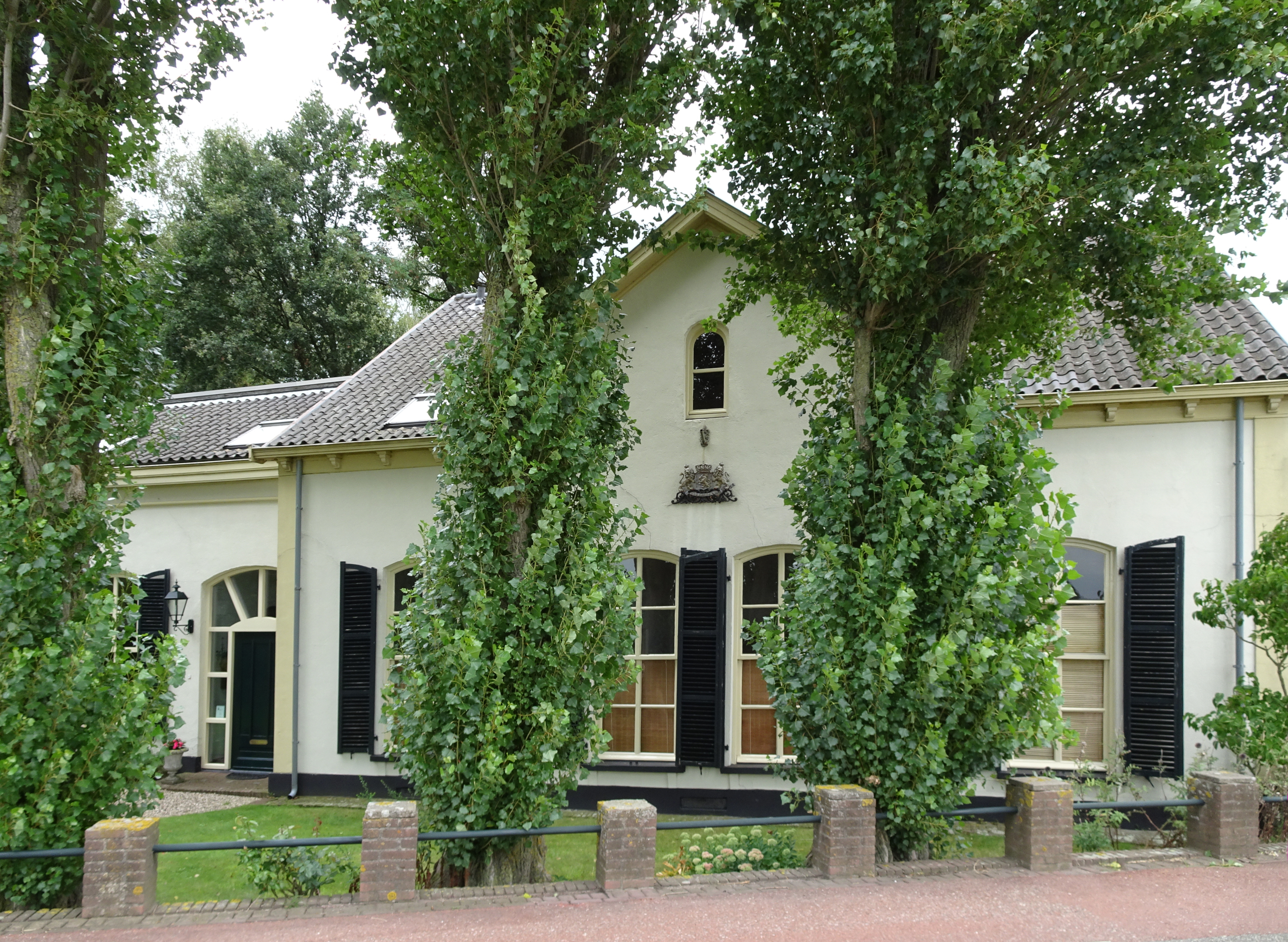
Будівля колишньої митниці
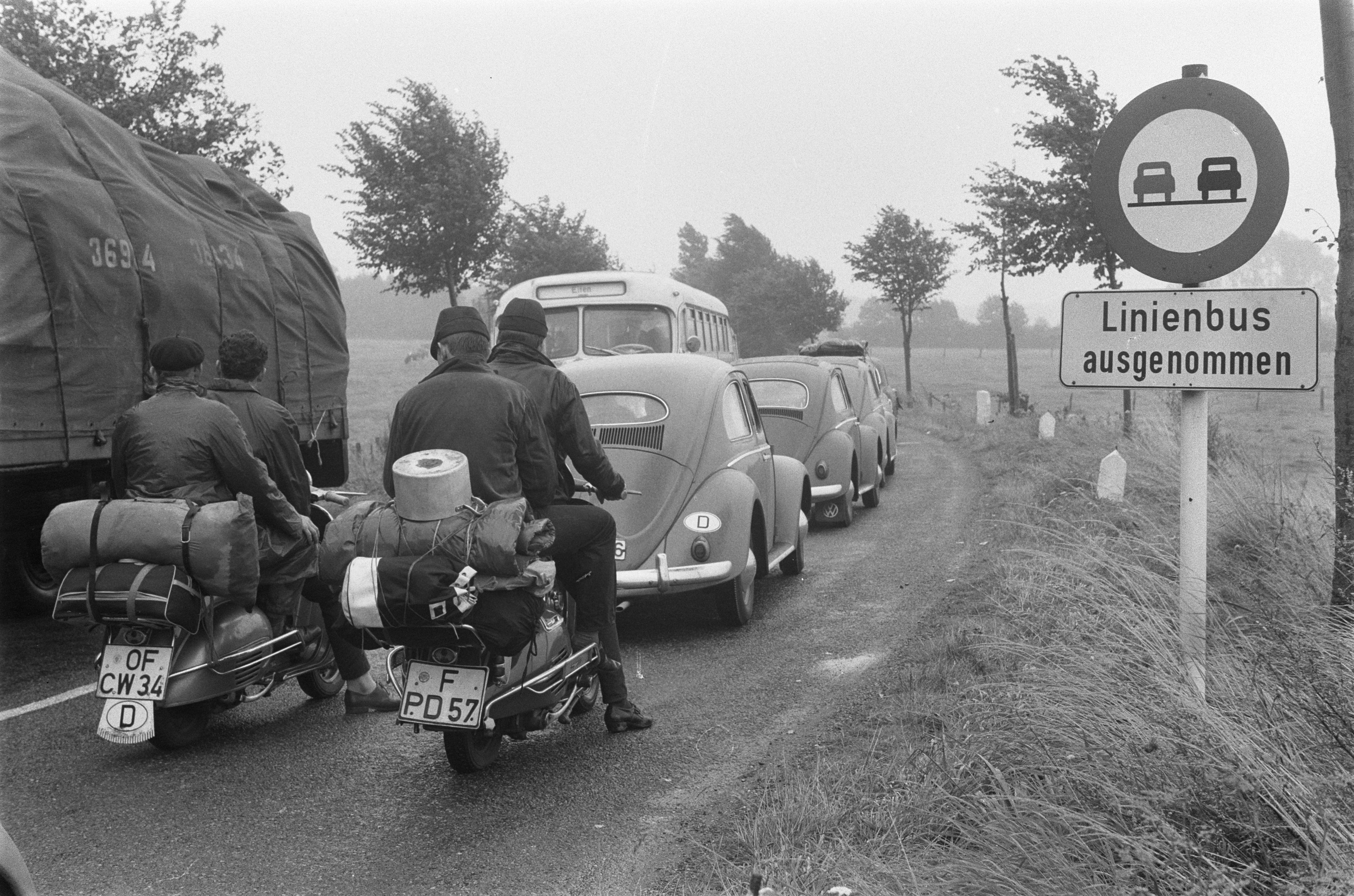
Черга на нідерландсько-німецькому кордоні (серпень 1961)
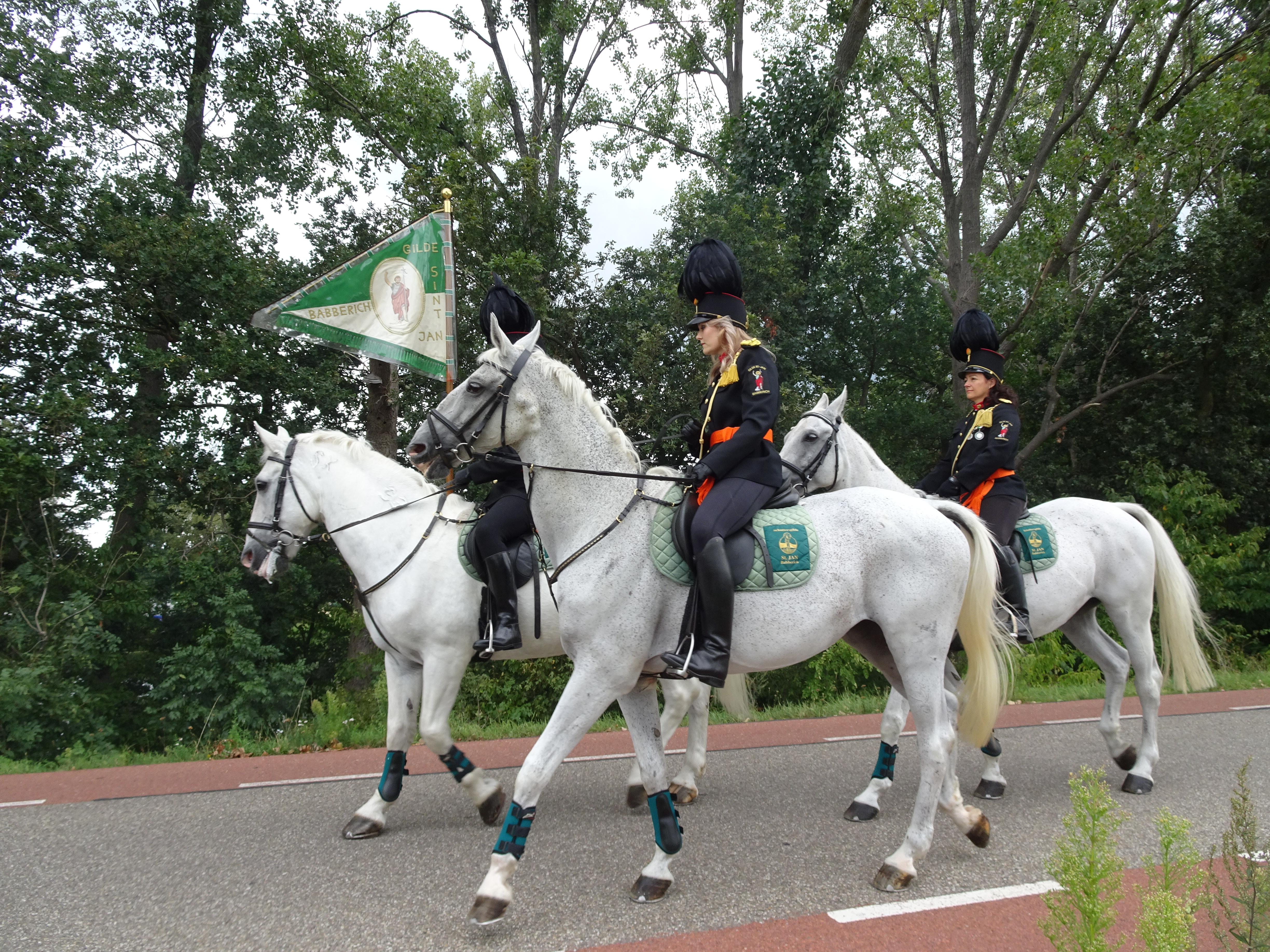